# Carl Størmer
Fredrik Carl Mülertz Størmer (ur. 3 września 1874 w Skien, zm. 13 sierpnia 1957 w Oslo) – norweski matematyk i geofizyk.

## Życiorys
Był synem aptekarza Georga i Elisabeth. Dorastał w Skien i w Christianii (obecnie Oslo), w bardzo młodym wieku zainteresował się botaniką i astronomią, a podczas nauki w liceum matematyką. Od 1893 studiował matematykę na Uniwersytecie w Christianii, później do 1899 w Paryżu, w 1903 mimo że miał zaledwie 29 lat, został profesorem matematyki na Uniwersytecie w Christianii; pełnił tę funkcję do przejścia na emeryturę w 1946.
Jeszcze w trakcie studiów Størmer opublikował kilka prac na temat teorii liczb, a w 1897 roku udowodnił Twierdzenie Stømera (na temat granicy par liczb gładkich). Badał formułę Machina, za pomocą której można liczbę π przedstawić jako wymierną kombinację. Z tego samego okresu pochodzi kilka tekstów na temat botaniki.
Jednocześnie już w 1903 został członkiem Norweskiej Akademii Nauk i Literatury, w 1947 Francuskiej Akademii Nauk, a w 1951 Royal Society w Londynie. W 1903 przeprowadził rozmowę z Kristianem Birkelandem o jego eksperymentach z ruchami cząstek naładowanych w polach magnetycznych i istocie zjawiska zorzy polarnej.
Odtąd całą swoją pracę poświęcił zjawisku zorzy polarnej i wszystkich jej aspektom. Prowadził badania i publikował artykuły na temat zórz polarnych, opracował ich teorię i wprowadzi klasyfikację form i rodzajów zórz polarnych. Zimą 1910 i 1913 zorganizował wyprawę do Bossekop na północy kraju, by obserwować zorzę polarną; wówczas przeprowadzono pierwsze szczegółowe pomiary wysokości zorzy polarnej.
W 1915 podczas pobytu w USA badał w Mount Wilson Observatory możliwy związek między strukturą plamy słonecznej a faktem, że plamy słoneczne są wysoce magnetyczne. Dzięki swoim obserwacjom wykazał, że tzw. obłoki perłowe (rodzaj polarnych chmur stratosferycznych) znajdują się na wysokości między 23 a 26 km nad ziemią, a obłoki srebrzyste ok. 80 km nad ziemią.
Był honorowym doktorem Uniwersytetu Oksfordzkiego (1947), Uniwersytetu w Kopenhadze (1951) i paryskiej Sorbony (1953). W 1927 został przewodniczącym Międzynarodowego Komitetu ds. Zórz Polarnych, a w Roku Polarnym (1932-1933) był przewodniczącym dwóch międzynarodowych komisji organizujących obserwacje zorzy polarnej.
Carl Størmer jeszcze w czasie studiów pasjonował się fotografią z ukrycia. W latach 1893-1897 dokumentował codzienne życie na ulicach Oslo przy pomocy miniaturowej kamery szpiegowskiej CP Stirn. W latach 1942-1943 udostępnił niewielką część swoich prac opinii publicznej, jednak dopiero w wieku 70 lat zorganizował wystawę na której pokazał wszystkie, historyczne zdjęcia. Większość z nich można dziś obejrzeć w norweskim Digitalt Museum.
Był odznaczony Krzyżem Wielkim (1954) i Krzyżem Kawalerskim (1939) Orderu Świętego Olafa, Medalem Janssena Francuskiej Akademii Nauk (1922) i złotym medalem króla Oskara II (1902).